# Pokolj u Miletićima 24. travnja 1993.
Pokolj u Miletićima 24. travnja 1993. bio je prvi masovni zločin Armije Republike Bosne i Heregovine nad Hrvatima iz općine Travnik. Počinile su ga tijekom bošnjačko-hrvatskog sukoba. 
Tog dana, 24. travnja 1993., bh. muslimanske postrojbe, Armija RBiH, ušla je u hrvatsko selo Gornje Miletiće, koje se nalazilo u potpunom muslimanskom okruženju, pa i nije predstavljalo nikakvu opasnost ni za svoje susjede Muslimane, a pogotovo ne za postrojbe Armije RBiH. Ubrzo nakon ulaska u selo, ubili su petero seljana hrvatske nacionalnosti:  Stipu Pavlovića (rođen 1933.), Antu Petrovića (r. 1937.), Franju Pavlovića (r. 1960.), te devetnaestogodišnje Tihomira i Vladu Pavlovića. U vrijeme zločina u selu je živjelo šezdesetak Hrvata, a oni koji nisu bili ubijeni protjerani su iz sela. 
I prije samog zločina, 20. listopada 1992. u Travniku je ubijen hrvatski zapovjednik Ivica Stojak, a zbila su se i četiri pojedinačna ubojstva Hrvata u Travniku prije samog pokolja u Gornjim Miletićima.
Za zločin još nitko nije procesuiran kako bi odgovarao, a Armija RBiH više puta je pokušala negirati organiziranje i provođenje pokolja u Miletićima.

## Poveznice
- Ratni zločini Armije BiH nad Hrvatima u Domovinskom ratu